# 벤 코언 (럭비 선수)
벤저민 크리스토퍼 "벤" 코언(영어: Benjamin Christopher "Ben" Cohen, 1978년 9월 14일~)은 잉글랜드의 럭비 선수, 활동가이다. 현역 시절 포지션은 윙어이다.
1996년 노샘프턴 세인츠에서 프로 경력을 시작했다. 2007년에 프랑스의 CA 브리브로 이적하였으며 2년 후 세일 샤크스에 합류하면서 영국으로 돌아왔다. 코언은 2003년 럭비 월드컵에서 우승한 잉글랜드 대표팀의 일원이었다.
2011년 5월 코언은 프로 럭비에서 은퇴했다. 그는 동성애 혐오와 괴롭힘에 맞서기 위해 벤 코언 스탠드업 재단(Ben Cohen StandUp Foundation)을 설립했다.